# ديشار جبلي
ديشار جبلي (الاسم العلمي: Pteris montana) هو نوع نباتي يتبع جنس الديشار من فصيلة الديشارية.